# Ачипста
Ачипста (абх. Ачипста) или Альпийское (груз. ალპური) — село в Абхазии, в Гагрском районе частично признанной Республики Абхазия, согласно административному делению Грузии — в Гагрском муниципалитете Абхазской Автономной Республики. Высота над уровнем моря составляет 100 метров.

## Население
По данным 1959 года в селе Альпийское проживал 361 человек, в основном армяне. В 1989 году в селе проживало 278 человек, также в основном армяне.

## История
Согласно Постановлению ВС Республики Абхазия от 4 декабря 1992 село Альпийское было переименовано в Ачипста. По законам Грузии продолжает носить название Альпийское.